# Иванов, Михаил Иванович (журналист)
Михаил Иванович Иванов (15 ноября 1927, Эльбарусово, Мариинско-Посадский район, Чувашская АССР, СССР — 20 февраля 2017, Чебоксары, Российская Федерация) — советский и российский журналист, историк, общественный деятель. Член Союза журналистов СССР/России (с 1959 года).

## Биография
В 1944 году окончил среднюю школу.
В возрасте неполных 17 лет был призван в Красную армию. Учился в 58-й фронтовой школе воздушных стрелков-радистов, после чего в составе 782-го бомбардировочного авиаполка участвовал в войне против империалистической Японии. До демобилизации в 1952 году служил на Камчатке.
В 1958 году окончил факультет журналистики Ленинградского государственного университета.
Член Союза журналистов СССР с 1959 года.
В 1964—1966 годах работал редактором газеты «Молодой коммунист». Затем в течение восьми лет являлся заместителем редактора, а с 1973 по 1989 год — редактор газеты «Советская Чувашия». C 1989 по 1994 год — заведующий отделом в том же издании. 
После выхода на пенсию в течение 4 лет руководил пресс-центром Государственного Совета Чувашской Республики.
Общий стаж журналистской работы — более 45 лет.
А 1966—1986 годах возглавлял Чувашское республиканское отделение Советского комитета защиты мира.
C февраля 1997 года возглавлял совет организации ветеранов Великой Отечественной войны — воинов-дальневосточников.
С 1998 года — доцент факультета журналистики Чувашского государственного университета им. И. Н. Ульянова.
В 2010 году в возрасте 82 лет защитил диссертацию на соискание учёной степени кандидата исторических наук на тему «Д. С. Эльмень — чувашский общественный и государственный деятель, журналист и публицист: 1885—1932 гг.».

## Награды и звания
- Орден Отечественной войны 2-й степени
- Орден Трудового Красного знамени
- Орден «Знак Почета»
- Заслуженный работник культуры Чувашской Республики (2005)
- Медаль ордена «За заслуги перед Чувашской Республикой» (2007)
- Лауреат Республиканской журналистской премии им. С.В. Эльгера (1981).

## Книги М. И. Иванова
- «Человек из легенды: очерк» / Альберт Федорович Пономарев, Михаил Иванович Иванов. — Чебоксары: Чувашское книжное издательство, 1968. — 78 с. — На рус. яз. (1974)
- «Перед восходом солнца»
- «Приглашение в Чувашию» (1972)
- «Рядом с Камо»
- «Встречи на Тисе и Волге» (1987, в соавт.)
- «Этих лет не смолкает слава»
- «Радуга над Волгой» (присуждена Республиканская журналистская премия им. С. В. Эльгера) (1980)
- «Ступени судьбы» (2002)
- «Мы солдаты второй мировой» (2005)
- «Даниил Эльмень: острые грани судьбы». — Чебоксары: Чуваш. кн. изд-во, 2009. — 255 с. ISBN 978-5-7670-1733-1